# Wladimir de Schoenefeld
Wladimir de Schœnefeld (Schoenefeld) (Berlín, 12 de enero de 1816 - París, 8 de septiembre de 1875) fue un botánico, y pteridólogo francés.
Con un año, arribó a París, con sus padres de ascendencia rusa. Descubrió muy temprano la botánica gracias a Karl Sigismund Kunth, y siguió las lecciones de Adrien de Jussieu. Huérfano, parte a vivir en el domicilio de K. Kunth, en Berlín hasta sus 24 años, y regresó instalándose en París. A continuación, se une amistosamente con botánicos como Ernest Saint-Charles Cosson.
Durante uno de sus viajes regulares a Alemania, conoció a quien sería su esposa.
Inicia, con Antoine François Passy, en la fundación de la Société Botanique de France.

## Algunas publicaciones
- La Chanson du Botaniste....

### Libros
- 1863. Rapport sur une excursion faite en août 1860 par la Société botanique de France au Bourgd'Oisans, à la Grave, au Lautaret et au Galibier. Ed. E. Martinet. 14 pp. En línea

## Reconocimientos
- Miembro de la Société Botanique de France

## Eponimia
Género
- (Poaceae) Schoenefeldia Kunth[1]